# キャビンティーリーFC
キャビンティーリー・フットボールクラブ（英語: Cabinteely Football Club）は、アイルランドのダブリン県キャビンティーリーをホームタウンとするサッカークラブ。

## 歴史
80年前にはサッカーチームが存在していたが、当時はキャビンティーリーとしては知られておらず、一般にキャビンティーリーのブルース（ブルーズ）と呼ばれていた。1939年、約6,000人の観客の前でスクールボーイズ・リーグカップで優勝した。1950年頃にBluesはキャビンティーリー・ボーイズに改称し、1967年にはオーバーンFCのクラブ名で現在のクラブが創設された。1973年、キャビンティーリー・ボーイズFCに改称した。その後、クラブの女子サッカー選手の人数と優れた女子サッカーチームを反映し、クラブ名からボーイズを除いたキャビンティーリーFCに改称した。
2015年1月、FAIからリーグ・オブ・アイルランドのライセンスを付与され、ファーストディビジョンに参戦した。

## タイトル

### 国内タイトル
- なし

### 国際タイトル
- なし

## 過去の成績
| シーズン | ディビジョン           | ディビジョン | ディビジョン | ディビジョン | ディビジョン | ディビジョン | ディビジョン | ディビジョン | ディビジョン | FAIカップ | リーグカップ |
| シーズン | リーグ                 | 順位         | 試           | 勝           | 分           | 敗           | 得           | 失           | 点           | FAIカップ | リーグカップ |
| -------- | ---------------------- | ------------ | ------------ | ------------ | ------------ | ------------ | ------------ | ------------ | ------------ | --------- | ------------ |
| 2015     | ファーストディビジョン | 8位          | 28           | 5            | 5            | 18           | 22           | 50           | 20           | 2回戦敗退 | 2回戦敗退    |
| 2016     | ファーストディビジョン | 7位          | 28           | 4            | 4            | 20           | 19           | 54           | 16           | 2回戦敗退 | 1回戦敗退    |
| 2017     | ファーストディビジョン | 6位          | 28           | 10           | 8            | 10           | 41           | 37           | 38           | 2回戦敗退 | 1回戦敗退    |
| 2018     | ファーストディビジョン | 7位          | 27           | 9            | 3            | 15           | 32           | 45           | 30           | 1回戦敗退 | 1回戦敗退    |
| 2019     | ファーストディビジョン | 4位          | 28           | 15           | 8            | 5            | 39           | 28           | 53           | 1回戦敗退 | 2回戦敗退    |
| 2020     | ファーストディビジョン | 7位          | 18           | 8            | 2            | 8            | 22           | 33           | 26           | 2回戦敗退 | 中止         |
| 2021     | ファーストディビジョン | 9位          | 27           | 8            | 1            | 18           | 26           | 47           | 25           | 1回戦敗退 | 中止         |